# A Time for Heroes
A Time for Heroes è un singolo pubblicato negli Stati Uniti dai Tangerine Dream.
Il brano è stato il tema dell'Olimpiade dell'estate del 1987. Il tema è stato composto da Jon Lyons, le versioni strumentali sono stati eseguite dai TD e la versione cantata è stata suonata da Meat Loaf e da Brian May.
Il gruppo tedesco ha eseguito questo brano dal vivo durante i loro concerti del 1987, ma questa versione non è mai stata ufficialmente pubblicata.

## Tracce
1. A Time For Heroes (The Song) - 4:13
2. A Time For Heroes (Single Version) - 4:15
3. A Time For Heroes (Extended Version) - 6:04

## Formazione e riconoscimenti
- Brano composto da M. Scott Sotebeer, Jon Lyons e Rik Emmett
- Prodotto e arrangiato da Jon Lyons
- Produttore esecutivo: M. Scott Sotebeer
- Produttore associato: John Van Tongeren
- Registrato e mixato da Jay Rifkin e Jon Lyons al Hit Factory, New York

### Versione strumentale
- Edgar Froese: sintetizzatori, tastiere
- Christopher Franke: sintetizzatori, tastiere, drum machine
- Paul Haslinger: sintetizzatori, tastiere

### Versione cantata
- Meat Loaf: voce
- Brian May: chitarra elettrica
- Bob Kulick: chitarra ritmica
- Jon Lyons: basso, chitarra acustica, tastiere e sintetizzatori
- John Van Tongeren: pianoforte e sintetizzatori
- Bill Boydstun: sintetizzatori
- Chuck Bürgi: Batteria
- Gina Ricci, Amy Goff, Elaine Goff: coro